# 道の駅鹿島
道の駅鹿島（みちのえき かしま）は、佐賀県鹿島市にある国道207号の道の駅である。

## 概要
佐賀県第1号の道の駅として1994年（平成6年）に開駅。物産館は1987年（昭和62年）に設置されている。
1976年（昭和51年）に発生した土砂災害の残土処分場として埋め立てられた場所に、「鹿島市七浦海浜スポーツ公園」が1983年（昭和58年）に作られ、町おこしで1985年（昭和60年）に鹿島ガタリンピックが始まり、観光客が増えたことから、1987年（昭和62年）に物産館が作られ、それを道の駅として登録したものである。
有明海に面していることから日本で唯一、干潟体験が可能であり、スキー ･ 潟タビ等の貸出や温水シャワーの利用（いずれも有料）ができる。修学旅行生や家族連れなどの観光客を受け入れており、年間の体験者数は1万人を超える。毎年初夏にはこの駅で鹿島ガタリンピックが開催され、開催当日には、祐徳稲荷神社駐車場からの無料シャトルバスも運行される。肥前七浦駅から徒歩8分。
重点「道の駅」の指定を受けて改修を行い、2024年（令和6年）4月7日、駐車場のスペースを拡充するなどしてリニューアルオープン。新たに整備された駐車場は、トラックなどの大型車と普通車が交錯しないようスペースが分離され、路面をカラー舗装して歩行者用の通路が設けられる。施設につながる出入り口の場所も、国道から見えやすい配置に変更。

## 歴史
- 1985年（昭和60年）- 鹿島ガタリンピック開始[2]。
- 1987年（昭和62年）- 物産館がオープン[2]。
- 1994年（平成6年）
  - 4月26日 - 第5回登録において道の駅に登録される[1]。
  - 6月 - 開駅。
- 2015年（平成27年）1月30日 - 「干潟交流センター設置、体験型観光拠点」を理由に重点「道の駅」に選定される[6]。
- 2024年（令和6年）4月7日 - リニューアルオープン[1]。

## 施設

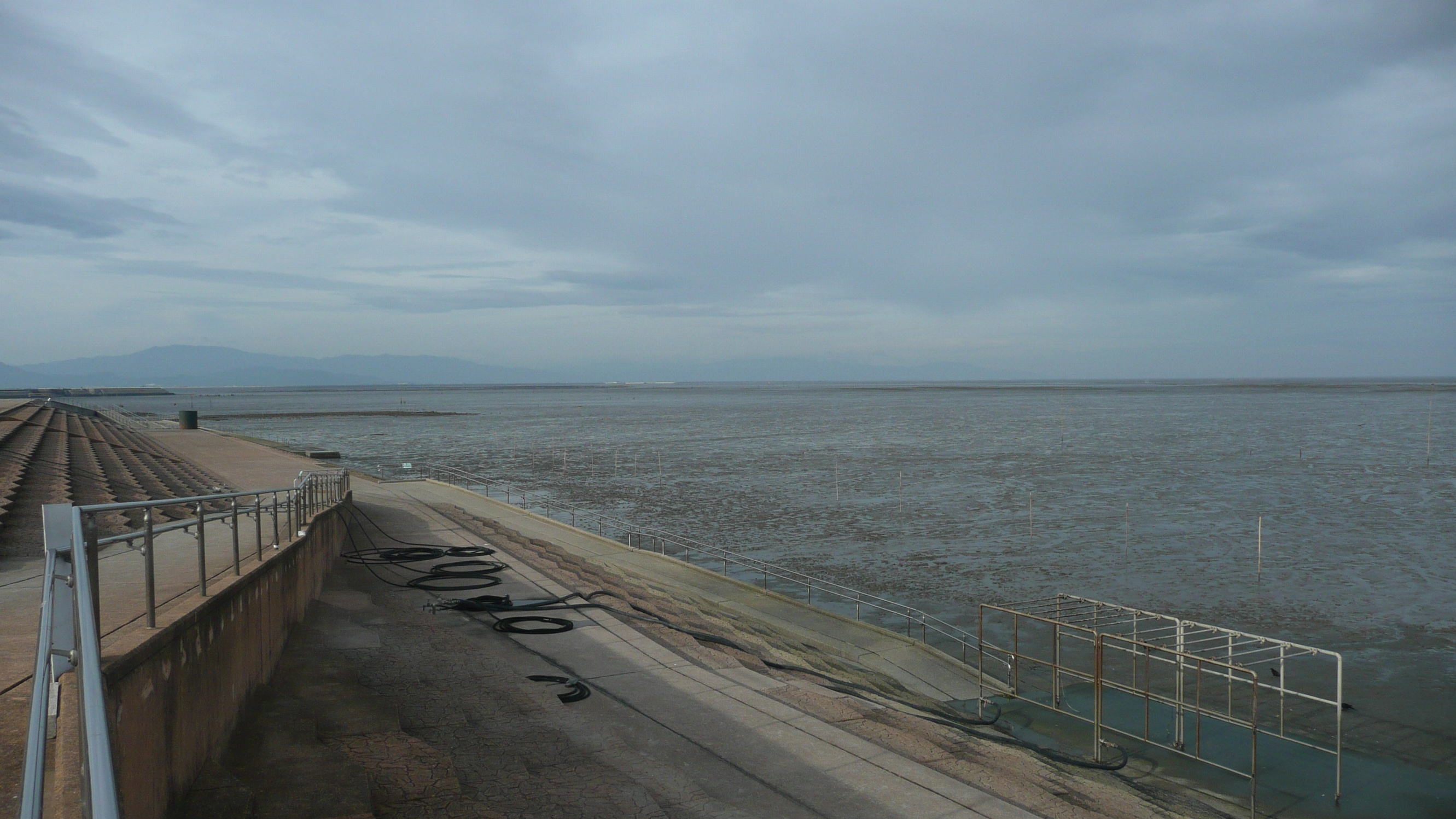
道の駅鹿島から見た干潟

- 駐車場
  - 普通車 - 200台
  - 大型車 - 10台
  - 身体障がい者用 - 4台
  - バイク - 8台
- トイレ - いずれも24時間利用可能
  - 男 - 大 6器、小 10器
  - 女 - 11器
  - 身体障がい者用 - 1器
- 公衆電話
- 公園
- 干潟体験ゾーン[7] - 4月下旬～10月
- 体育館
- プール - 5月～9月
- 自動販売機
- 情報コーナー
- 干潟展望館[8] - 営業 9時00分～17時00分
- 千菜市[9]（せんじゃいち）- 営業 9時00分～18時00分 - 年中無休、ただし、1月1日・1月2日、7月第2水曜日休み
- うどんコーナー[10] - 11時30分 ～ 14時30分
- カキ焼き - 11月中旬～3月中旬
- バーベキュー広場
- 干潟交流館 なな海[11] - ミニ水族館（無料）あり
- ガタッコハウス[12]

## 休館日
- 7月第2水曜日
- 1月1日 - 1月2日

## アクセス
- 国道207号 - 登録路線
  - JR九州 長崎本線 肥前七浦駅